# Уильямс, Брук (актриса)
Брук Уильямс (англ. Brooke Williams; род. 3 января 1984, Крайстчерч, Новая Зеландия) — новозеландская актриса, наиболее известная по роли Дженнсен Рал в сериале «Легенда об Искателе», Аурелии в сериале «Спартак: Кровь и песок» и Евы в сериале «Всемогущие Джонсоны».

## Биография
Уильямс родилась 3 января 1984 года в Крайстчерче (Новая Зеландия), где она провела своё детство. В очень молодом возрасте она решила стать актрисой и начала выступать в любительском театре и посещать актерские курсы.
Она переехала в Лондон, где, начиная с 2001 года, обучалась на курсе Mme Acting for Screen и The Globe Theatre, присоединившись к его театральной труппе. В 2002 году она участвовала в Эдинбургском фестивале Fringe, выступающем в Gogo the Boy with Magic Feet, за что получила премию Total Theatre. Вернувшись в Новую Зеландию, она работала в придворном театре в Крайстчерче; переехала на север в 2004 году, чтобы получить высшее образование в области исполнительских и экранных искусств в новозеландской драматической школе: получила степень в 2006 году.

## Карьера
В 2007 году она переехала в Окленд, где присоединилась к Театральной компании Окленда, играя главную роль в «Ромео и Джульетта».
Её телевизионная карьера началась в 2005 году, снимаясь в фильме «Встреть меня в Майами»; затем появляется в телесериале «Спартак: Кровь и песок», его приквеле «Спартак: Боги арены» и «Легенда об Искателе». В 2008 году Уильямс снялась в рекламе Griffins Solay. Два года спустя она получила две награды NZ Herald Best of Theatre.
В 2011 году она появилась в клипе на песню Myth Reducer от Sleeping Dogs и присоединилась к актёрскому составу в мыльной опере «Шортланд-стрит» в роли Ланы. В 2012 году Уильямс снова исполнила роль Аурелии в сериале «Спартак: Месть».
В начале 2013 года Уильямс покинула сериал «Шортланд-стрит».